# Choeromorpha albovaria
Choeromorpha albovaria är en skalbaggsart som beskrevs av Stefan von Breuning 1954. Choeromorpha albovaria ingår i släktet Choeromorpha och familjen långhorningar.
Artens utbredningsområde är Sulawesi. Inga underarter finns listade i Catalogue of Life.